# Historia Indii
Historia Indii – historia subkontynentu indyjskiego od początku do roku 1947 oraz późniejsza historia Indii.

## Najdawniejsza prehistoria
Szczątki najstarszego gatunku człowieka znalezionego dotychczas na subkontynencie indyjskim należą do tzw. człowieka z Narmady i liczą ok. 250 tys. lat. Szczątki najstarszego Homo sapiens znaleziono na Cejlonie datuje się je na 34 tysiące lat. Najstarsze kultury indyjskiego paleolitu to kultura Soan, która swoją nazwę wzięła od znaleziska narzędzi otoczakowych i pięściakowych w dolinie rzeki Soan w dzis. Pakistanie, oraz kultura madraska, nazywana tak od znaleziska pięściaków w pobliżu Madrasu. Począwszy od środkowego paleolitu na subkontynencie pojawia się wiele narzędzi odłupkowych, rdzeni, skrobaków i wiertników. Pomimo odmian regionalnych uznaje się, że tworzą one wspólnie tzw. kulturę Newasa. W górnym paleolicie udoskonala się umiejętność nadawania ostrzejszej krawędzi narzędziom kamiennym. Ludzie tego okresu byli myśliwymi-zbieraczami, czego świadectwem są malowidła przedstawiające sceny polowań i symbole płodności w jaskiniach w Bhimbetce.
O przejściu do mezolitu świadczy pojawienie się w Indiach mikrolitów w postaci miniaturowych ostrz w kształcie trójkątów, trapezów i półksiężyców oraz grotów strzał, które miały niezwykle ostre krawędzie tnące i stanowiły naprawdę skuteczną broń. Najstarsze znaleziska mikrolitów pochodzą z Cejlonu i są datowane na 26 tys. lat p.n.e. Mezolityczne stanowiska na półwyspie indyjskim są dużo późniejsze. Odnajdywane kości krów, owiec i kóz świadczą o udomowieniu zwierząt, zaś odkrycie żaren i kamiennych pierścieni o pierwotnej formie uprawy ziemi. Cmentarzyska zawierające szkielety pochowane wraz z wyposażeniem grobowym zdają się sugerować jakąś formę wiary w życie pozagrobowe lub na jakąś formę świadomości pozycji społecznej. Przykłady sztuki naskalnej z tego okresu odkryto w różnych, odległych od siebie regionach Indii.
Pierwsze skupisko neolitycznych osad rolniczych na subkontynencie indyjskim powstało w Beludżystanie, przy czym najważniejszym stanowiskiem jest tutaj osada Mehrgarh, której najwcześniejsze warstwy są datowane na 7000 lat p.n.e. Pozostałości konstrukcji mułowych, nasion jęczmienia i pszenicy, kości owiec, kóz i bydła dostarczają niepodważalnych dowodów na istnienie społeczności rolniczo-pasterskiej. Drugie skupisko osad neolitycznych można znaleźć w Kaszmirze i dolinie Swatu, trzecie w dolinie Gangesu, gdzie m.in. odnaleziono pozostałości ziaren ryżu, zaś czwarte w Indiach południowych. Po tym ostatnim pozostały m.in. pozostałości nasion strączkowych, prosa i lokalnych odmian bulw. Szczątki naczyń, paciorków, muszli i różnych elementów biżuterii, które odkryto w Beludżystanie i dolinie Indusu świadczą o tym, że już w VI tys. p.n.e. doszło tam do powstania złożonego systemu społecznego.
W okresie 3500 – 2600 p.n.e. niektóre neolityczne wsie północno-zachodnich Indii, a w szczególności doliny Indusu, osiągnęły status osad protomiejskich. Okres ten jest uważany za etap pośredni prowadzący do rozwiniętej cywilizacji doliny Indusu. Mehrgarh jest przykładem stopniowej, trwającej ponad 4500 lat ewolucji od neolitycznej wsi do osady miejskiej należącej do cywilizacji doliny Indusu. Postęp cywilizacyjny objawia się choćby w jakości toczonej na kole ceramiki czy budowie domów ze zestandaryzowanych cegieł. O miejskim charakterze osad świadczy choćby odnalezienie zbudowanego z cegieł muru na stanowisku Kalibangan czy ruin cytadeli na stanowisku Kit Didżi.

## Cywilizacja doliny Indusu
Pierwsza cywilizacja miejska tego regionu to tzw. cywilizacja doliny Indusu. Okres jej trwania to mniej więcej lata 2600–1900 p.n.e. Nie wiemy nic na temat elementu etnicznego, który ją stworzył, ale przypuszcza się, że mogła to być ludność drawidyjska, która po najeździe Ariów zachowała się tylko na południu Półwyspu Indyjskiego. Społeczność doliny Indusu znała obróbkę miedzi, a od ok. 2000 lat p.n.e. także brązu. Zamieszkiwała w miastach, otoczonych murem, z wyraźnym prostopadłym rozplanowaniem ulic. Wyodrębniono nawet spichlerze, a w mieście Lothal obmurowane doki portowe. Dwa największe miasta: Harappa i Mohendżo Daro mogły w okresie świetności liczyć ok. 30–40 tys. mieszkańców. Używano również pisma piktograficznego, którego próbki zachowały się na pieczęciach. Do dziś pozostaje ono jednak nieodczytane. Cywilizację Indusu utożsamia się często z krajem Meluhha, który źródła sumeryjskie wymieniają jako partnera handlowego. Jej upadek był najprawdopodobniej spowodowany stopniowymi zmianami ekosystemu. W historiografii wciąż można jednak spotkać nieaktualny pogląd, iż kultura Indusu upadła na skutek najazdów z zewnątrz, przypisywanych Ariom, które datuje się na ok. 1500 lat p.n.e.

## Indie starożytne i średniowieczne

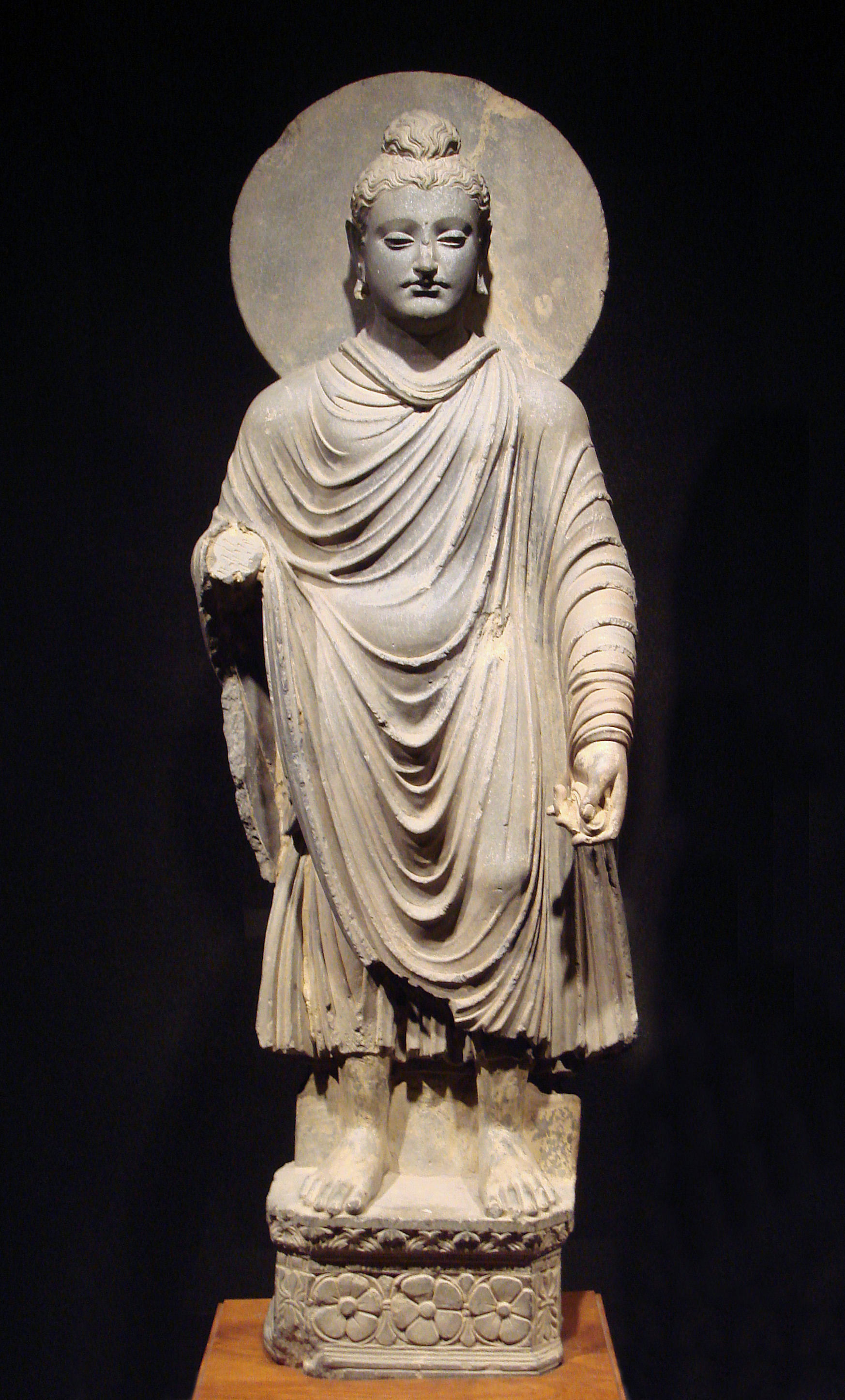
Wizerunek Buddy z Gandhary – I-II w. n.e

Ariowie przynieśli swój język. z którego wyewoluował sanskryt (jak również język awestyjski w Iranie), znajomość konia i rydwanu, od ok. 1100 p.n.e. nauczyli się również wytopu i obróbki żelaza. Ich religią i filozofią był wedyzm oparty na autorytecie ksiąg objawionych – Wed. Religijną sankcję w społeczeństwie Ariów posiadały podziały na stany społeczne (warny): kapłanów-uczonych (inteligencję), wojowników (szlachtę) i wytwórców (rolników i rzemieślników). Około 900 r. p.n.e. ukształtowały się aryjskie małe państwa zwane dżanapadas (zob. Mahadżanapada). Najstarszym z nich była zapewne federacja Bharatów, którym Indie zawdzięczają swoją nazwę w sanskrycie – Bharat. W VI w. na ich czoło wysunęła się Magadha nad środkowym Gangesem. W tym czasie miał miejsce także ferment religijny, który doprowadził do wyłonienia się buddyzmu, dźinizmu i innych, mniej żywotnych grup, jak adźiwikowie.
W 518 p.n.e. król perski Dariusz podbił dolinę Indusu i w ten sposób odnowił łączność pomiędzy cywilizacjami Indii i Bliskiego Wschodu. Pendżab stał się również zdobyczą pogromcy imperium perskiego – Aleksandra Wielkiego, który po ciężkich walkach zdobył go w 327 p.n.e.
W połowie IV w. p.n.e. dynastia Nandów opanowała Indie północne, zaś około 320 r. p.n.e. Ćandragupta Maurja dokonał przewrotu i utworzył pierwsze indyjskie imperium, które później rozszerzył jego wnuk Aśoka. Za jego rządów dynastia Maurjów panowała nad większością subkontynentu, z wyjątkiem drawidyjskiego południa, sięgając na zachód do Kandaharu i Heratu. W 185 p.n.e. ostatniego Maurję obalił Puszjamitra Śiunga, który zapoczątkował dynastię podtrzymującą dominującą rolę Magadhy na subkontynencie. Na początku I w. p.n.e. Indie zostały zaatakowane przez koczowników z Azji Środkowej. Założyli oni swoje państwa w Pendżabie i regionie pustyni Thar. Najpierw byli to Sakowie, a między I wiekiem p.n.e. a I wiekiem n.e. pojawili się Kuszanowie, których panowanie sięgnęło aż do Doliny Gangesu. Dwa razy udało się jeszcze władcom hinduskim zjednoczyć aryjskie Indie. Pierwszy raz uczynili to Guptowie (okres imperium 320-550), a następnie Harsza (606-647). Silne państwa utworzyli również Pratiharowie w dolinie Gangesu i Rasztrakutowie w Dekanie. Okres ich świetności przypadał na VIII-XI w., jeszcze przed najazdami muzułmanów. Najbardziej ekspansywne było państwo Ćolów, które rozciągnęło w XI w. swe zwierzchnictwo na część Birmy, Andamany i Nikobary.

## Indie w dobie dominacji muzułmańskiej
Islam pojawił się na obszarze subkontynentu w roku 712, kiedy wojska arabskie zajęły Sindh i Mekran. Mahmud z Ghazni (971–1030) szerząc islam podbił północno-zachodnie Indie (Kaszmir i Pendżab).
W 1175 r. Mohammed z Ghur, władający obszarami dzisiejszego Afganistanu, wkroczył do północnych Indii. W 1189 zajął Lahaur w Pendżabie, w 1193 Delhi i Benares, w 1199 jeden z jego dowódców, Bachtiar, zajął Bengal. W 1193 na zajętych przez siebie terenach tureccy zdobywcy zakazali wyznawania buddyzmu, a w 1199 r. zniszczyli wielkie centrum tej religii w Nalandzie. Pomogło to odrodzić się hinduizmowi, który został pozbawiony głównego konkurenta, islam bowiem nigdy nie zagroził wiodącej pozycji hinduizmu na subkontynencie. Indiami zarządzał z ramienia Mohammeda z Ghur Kutb ud-Din Ajbak, który w 1206 po śmierci swego suwerena ogłosił się sułtanem Delhi, dając początek sułtanatowi, który pod rządami kilku dynastii dotrwał do 1526 r. Największy zasięg posiadał za rządów Muhammada Tughlaka (zm. 1331), który podbił niemal cały Dekan. Jego rozległe państwo wkrótce jednak się rozpadło, bowiem na zrewoltowanym południu wyodrębnił się niezależny sułtanat Bahmanidów. Sułtanat delhijski odegrał wiodącą rolę w rozszerzaniu się islamu w Indiach. Jednocześnie jednak rozpadał się na mniejsze organizmy państwowe, które zdołali zjednoczyć dopiero Mogołowie. Przedtem jednak, w 1398 r., Delhi zostało zdobyte i złupione przez wojska Tamerlana. W okresie dominacji islamu na północy, południe kraju było silnie podzielone i coraz to inne dynastie zdobywały nad nim przejściową hegemonię. Zjednoczyło się dopiero w XIV wieku na ponad dwieście lat pod berłem królestwa Widźajanagaru. Potęgę Widźajanagaru złamał dopiero sojusz sułtanatów dekańskich, które powstały w XVI wieku po rozpadzie państwa Bahmanidów.

## Państwo Wielkich Mogołów

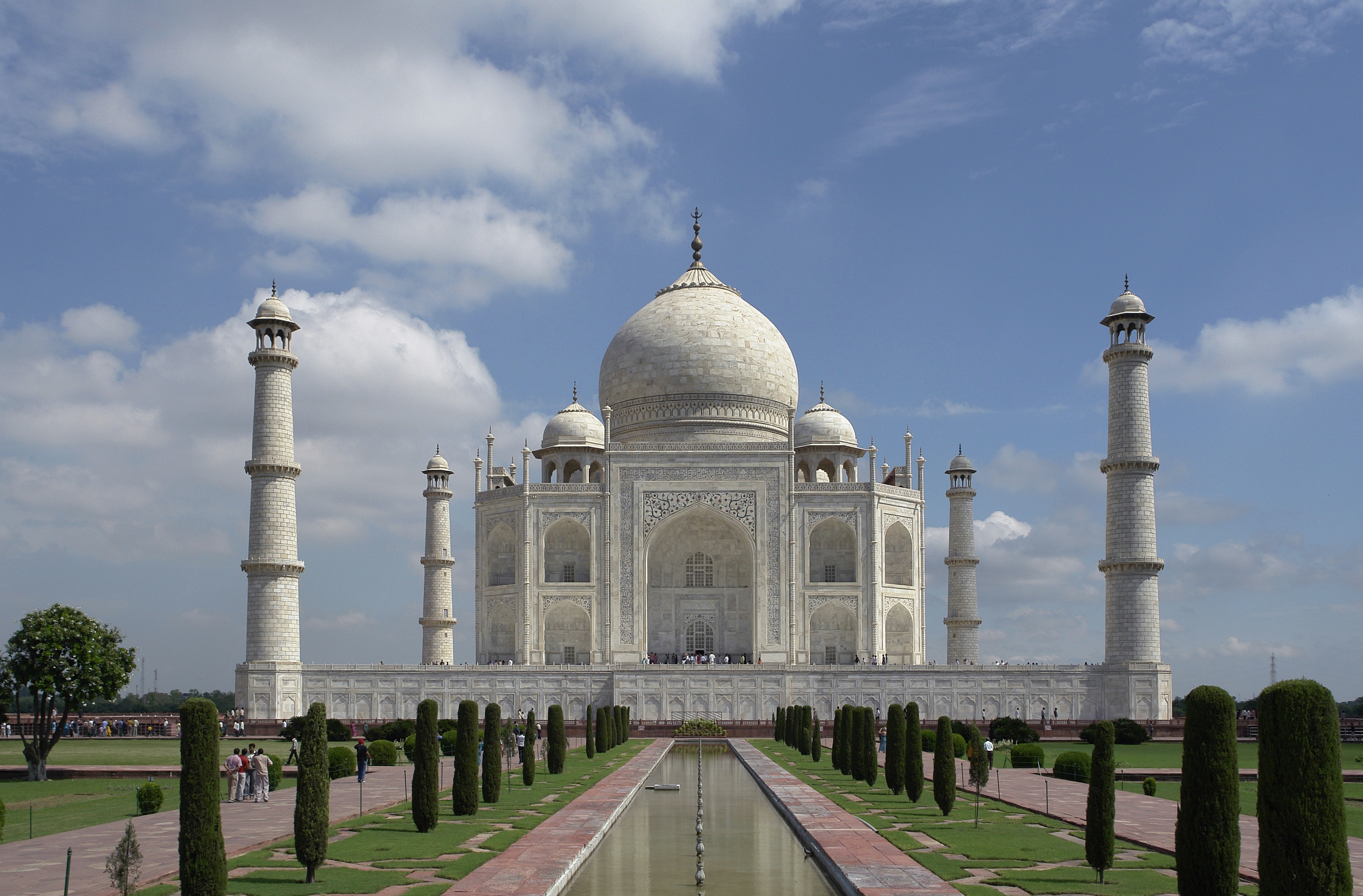
Najsłynniejszy zabytek epoki mogolskiej, mauzoleum Tadź Mahal

Dla nowożytnej Europy Indie odkrył Vasco da Gama, który opływając Afrykę, w 1498 r. dotarł do Kalikatu na Wybrzeżu Malabarskim. Nieco później, w 1526 r., pochodzący z Fergany wódz Babur pokonał pod Panipatem ostatniego sułtana Delhi i założył dynastię Wielkich Mogołów. Najwybitniejszym jej przedstawicielem był Akbar, który objął tron w 1556 r. i panował do 1606 r. W tym czasie zbudował imperium obejmujące większą część Indii oraz część Azji Środkowej. Odznaczał się tolerancją religijną, a nawet podjął próby stworzenia synkretycznej religii Din-i-Ilahi, łączącej elementy najpowszechniejszych w imperium kultów i mającej zintegrować państwo. Początek schyłku państwa przypadł na czas rządów Aurangzeba (1658-1707). Za jego czasów od imperium odpadły Maharasztra i Pendżab. Uniezależniło się faktycznie również wielu lokalnych subadarów i nawabów. Od południa zaczęli być naciskani przez konfederację Marathów, która odwoływała się do czasów wielkich królestw hinduskich.
Wielką klęską dla imperium Mogołów było złupienie Delhi przez władcę Persji Nadir Szaha. W XVIII w. trwała również zacięta rywalizacja o wpływy w Indiach pomiędzy Anglikami i Francuzami, których do sukcesów doprowadziła polityka Josepha Dupleixa. Ostatecznie jednak Robert Clive zmusił Francuzów do kapitulacji pod Tricinopolu w 1752 r., zaś w 1757 r. zwyciężył nawaba Bengalu Siradża ad-Daulę pod Palasi, co w efekcie dało Brytyjskiej Kompanii Wschodnioindyjskiej pierwsze znaczące nabytki terytorialne na subkontynencie.

## Rządy brytyjskie
Spośród kolonialnych potęg europejskich do rywalizacji o hegemonię w Indiach stanęli obok Portugalczyków Anglicy, Holendrzy i Francuzi, którzy działali poprzez kompanie wschodnioindyjskie. Najsłynniejsza z nich, brytyjska, powstała w 1600 r., z czasem stała się największą potęgą na całym subkontynencie. W znacznej mierze przyczynił się do tego gubernator generalny Warren Hastings (sprawował urząd 1772-1785), którego uważa się za właściwego twórcę Indii Brytyjskich. Kolejni gubernatorowie stopniowo rozszerzali zasięg brytyjskiego władztwa. W 1803 zdobyto Delhi, w 1818 pokonana została konfederacja Marathów, a w 1849 r. jako ostatnie znaczniejsze państwo podbity został rządzony przez sikhów Pendżab. Jedynie Nepal i Afganistan nie dostały się pod brytyjską zwierzchność. Na większości terenów Indii władza należała bezpośrednio do Brytyjczyków, jednak utrzymano około sześćset lokalnych księstw, podległych Brytyjczykom pośrednio. Jako język urzędowy wprowadzono angielski zamiast perskiego, popierano działalność misjonarską, wprowadzono kolej i telegraf, zwalczano także pewne lokalne zwyczaje, jak np. sati. Tak głębokie ingerencje w życie Hindusów powodowały niezadowolenie ludności.
W 1857 r. wybuchło powstanie sipajów. Powstańcy skupili się wokół władcy mogolskiego Bahadur Szaha II, jednak już w 1858 r. zostali pokonani, a cesarz obalony. W tym samym roku rozwiązano Kompanię Wschodnioindyjską, królowa Wiktoria zaś w roku 1876 została koronowana na Cesarzową Indii. Władze gubernatora Kompanii zastąpiono podległym monarsze brytyjskiemu wicekrólem. Polityka brytyjska w tym czasie odznaczała się ostrożnością i opierała się na utrzymywaniu lojalności lokalnych władców i wielmożów. Unikano także ingerencji w sprawy religijne. W 1912 brytyjski wicekról przeniósł swoją siedzibę z Kalkuty do Delhi. Wykształcona według europejskich wzorów miejska inteligencja hinduska zyskiwała jednak coraz większą świadomość narodową i zaczęła domagać się udziału w rządzeniu. Domagała się tego zwłaszcza Partia Kongresu, utworzona w 1885 r. i skupiająca głównie hinduistów.

## XX wiek

Podział Indii w latach 1947–1948

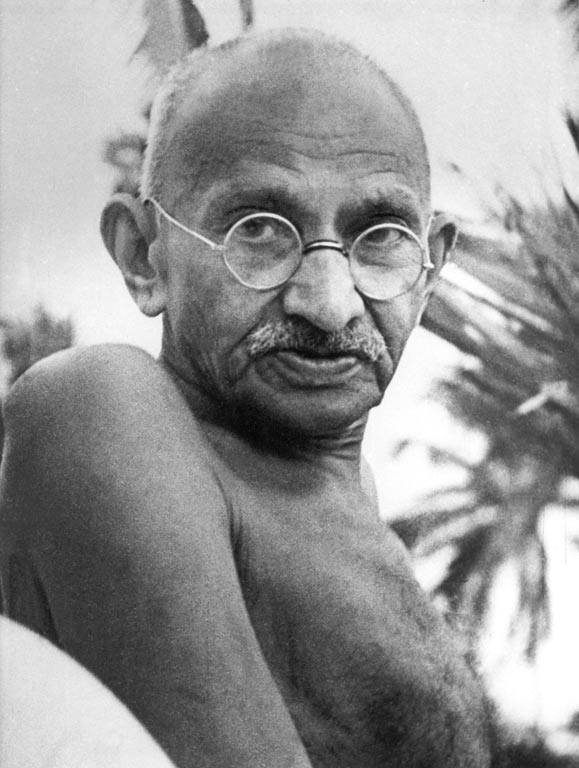
Mahatma Gandhi w 1944 roku

Walka o niepodległość była długa i trwała od końca I wojny światowej. Dopiero pod koniec II wojny strona brytyjska zaprzestała tłumienia, często brutalnego, ruchów hinduskich i zdecydowała się podjąć dialog. Najsilniejszą organizacją nacjonalistyczną w Indiach był wówczas Indyjski Kongres Narodowy, którego działalność doprowadziła już przed wojną do autonomii niektórych prowincji. Była to organizacja skupiająca głównie hinduistów, ale w swoim programie reprezentowała nurt świecki, socjalistyczny, choć przez długi czas w skład Kongresu wchodziły grupy o bardzo różnych poglądach – od religijnych fundamentalistów po komunistów. Główną opozycją była powstała w 1906 roku Liga Muzułmańska, reprezentująca dość radykalny nurt islamu. W efekcie wybuchło wiele starć religijnych. W okresie międzywojennym w Indiach wzmogły się nastroje niepodległościowe. Postulaty Hindusów stały się znane na całym świecie szczególnie dzięki osobie Mohandasa Karamchada Gandhiego, zwanego Mahatma (wielka dusza), który propagował bierny opór przeciw Brytyjczykom, bez uciekania się do przemocy.
Słynne były przede wszystkim jego pokojowe akcje, skierowane przeciwko konkretnym działaniom Brytyjczyków, z których najsłynniejszą był tzw. Marsz solny. Wiele działań Gandhiego można określić bardziej jako społeczne niż polityczne – przeciwdziałał on biedzie i zacofaniu, bronił praw kobiet oraz tzw. niedotykalnych z najniższych kast, przed dyskryminacją.
W 1927 roku przyszły premier Indii, a zarazem lider Kongresu, Jawaharlal Nehru po raz pierwszy przedstawił w imieniu Kongresu Narodowego rezolucję, w której domagał się „pełnej narodowej niepodległości”, tym samym stał się jednym z pierwszych liderów partii kongresowej którzy uważali że Indie powinny zerwać wszystkie więzi z Imperium Brytyjskim. Deklaracja ta została odrzucona przez Kongres, ze względu na sprzeciw ze strony Gandhiego. W 1929 roku Nehru opracował politykę Kongresu i przyszłego, wolnego kraju. Celami Kongresu miały być: wolność wyznania; prawo do stowarzyszenia; wolność słowa i myśli; równość wszystkich wobec prawa – bez względu na kastę, kolor skóry czy religię; ochrona regionalnych języków i kultur; obrona interesów pracowniczych; zniesienie nietykalności; nacjonalizacja przemysłu; socjalizm i budowa świeckich Indii. Uchwała została ratyfikowana przez Ogólnoindyjski Komitet Kongresu pod przewodnictwem Gandhiego. Lata 30. stanowiły okres wzmożonej aktywności międzynarodowej indyjskich niepodległościowców.
Nie wszyscy Hindusi uznali pokojowe metody walki o niepodległość prezentowane przez Nehru i Gandhiego. Na czele zwolenników walki zbrojnej stanął były działacz Kongresu Subhas Czandra Bose. 2 czerwca 1939 Bose utworzył odrębną partię polityczną All India Forward Bloc. W 1940 roku Bose został aresztowany przez Brytyjczyków, wkrótce jednak uciekł z więzienia do Afganistanu i ZSRR, skąd udał się do Niemiec. Z Niemiec z kolei udał się do Japonii, gdzie organizował japońskie wsparcie dla niepodległości Indii. Zbrojny ruch upadł po śmierci Bose.
Ostatecznie, mimo sprzeciwu Mahatmy, aby uniknąć wojny domowej, zdecydowano się na podział Indii Brytyjskich według kryteriów religijnych na dwa państwa – Indie (większość hinudistyczna i sikhijska) i Pakistan (większość muzułmańska). W skład muzułmańskiego Pakistanu weszły dawne indyjskie ziemie Sind, Beludżystan, część Pendżabu, a także, jako teren oddzielony od reszty państwa niemal całymi Indiami, Bengal Wschodni – nazywany Pakistanem Wschodnim. Podziałowi (Partition 1947) i związanej z nim wymianie ludności według religii towarzyszyły pogromy, o charakterze ludobójstwa (sikhowie i hinduiści zabijali muzułmanów, a muzułmanie sikhów i hinduistów). Szacuje się, że zabitych zostało od 0,5 mln do 2 mln, a przesiedlenia objęły około 14 mln osób. Gandhi, który starał się łagodzić spory, w styczniu 1948 roku został zamordowany.
Niepodległość Indii i Pakistanu została początkowe ograniczona – otrzymały one status dominium. Dotychczasowy wicekról, lord Louis Mountbatten pozostał do 1948 generalnym gubernatorem Indii, a jego następcą – ostatnim na tym stanowisku – Chakravarthi Rajagopalachari. Początek indyjskiej państwowości związany był z licznymi starciami na tle religijnym, szczególnie na terenie Prowincji Pogranicze i Pendżabu gdzie doszło do krwawych starć między hinduistami a muzułmanami. 30 stycznia 1948 roku zabity został Mahatma Gandhi, mordercą okazał się być fanatyczny hinduista i nacjonalista Nathurama Godse. Dopiero w 1950 roku uchwalono konstytucję, na mocy której Indie stały się republiką i świeckim państwem związkowym o ustroju parlamentarnym, ostatecznie zrywając z Wielką Brytanią. Pierwszym premierem niepodległych Indii został Jawaharlal Nehru.

### Rządy Nehru i Shastriego
Reformy wprowadzone przez Nehru eliminowały nierówności społeczne wynikające z tożsamości kastowej i plemiennej. Premier zwiększył reprezentację mniejszości w rządzie. Napisał artykuł 44 indyjskiej konstytucji, według którego wszystkich obywateli na terenie całych Indii dotyczy jednolity kodeks cywilny. Artykuł stał się podstawą świeckości kraju. Uchwalił wiele zmian w prawie hinduskim które kryminalizowały dyskryminację kobiet, czy też zwiększały prawa i wolności kobiet. Rząd przyjął model gospodarki mieszanej. Nehru wdrażał w życie reformy gospodarcze mające zbudować indyjską wersję planowania gospodarczego. Rząd zarządzał strategicznymi gałęziami przemysłu, tj. górnictwo, energia, przemysł ciężki. Prowadzono programy redystrybucji ziemi, budowy kanałów nawadniających i tam, rozwoju społecznego (popularyzacja chałupnictwa i aktywizacja zawodowa na obszarach wiejskich). W rolnictwie upowszechniono nawozy co przyczyniło się do zwiększenia produkcji rolnej. W polityce zagranicznej przyjęto kurs niezaangażowania a Indie stały się jednym z założycieli Ruchu Państw Niezaangażowanych. Począwszy od 1960 r. przeprowadzano w Indiach program tzw. zielonej rewolucji. Plan przekształcił Indie z kraju w dużej stopniu uzależnionego od importu zboża i podatnego na głód na kraj, który jest się w stanie w dużym stopniu wyżywić samodzielnie i zapewnił Indiom bezpieczeństwo żywnościowe.
W pierwszych latach niepodległości włączono zachowujące jeszcze niepodległość księstwa Dźunagarh i Hajdarabad. W 1956 roku ostatecznie włączono posiadłości francuskie (Pondicherry), zaś w 1961 roku portugalskie (Goa). Goa została zajęta przez armię indyjską. Indie w pierwszej fazie niepodległości wdały się w spory graniczne z Chinami co spowodowało w latach 60. wojnę między tymi państwami – w 1962 roku Indie toczyły wojnę z Chinami o północny Kaszmir i tzw. NEFA (Północno-Wschodni Obszar Graniczny). W wyniku wojny chińsko-indyjskiej Chiny zajęły sporne terytorium Aksai Chin.
Następcą Nehru był Lal Bahadur Shastri. W okresie jego kadencji miejsce miała II wojna o Kaszmir. Shastri zmarł w Taszkencie, dzień po podpisaniu deklaracji o zakończeniu konfliktu, prawdopodobnie z powodu ataku serca. Po jego śmierci rolę premiera przejął Gulzarilal Nanda, sprawował on tę funkcję do czasu gdy parlament i Partia Kongresowa wybrała córkę Nehru, Indirę Gandhi na następcę Shastri.

### Pierwszy rząd Indiry Gandhi

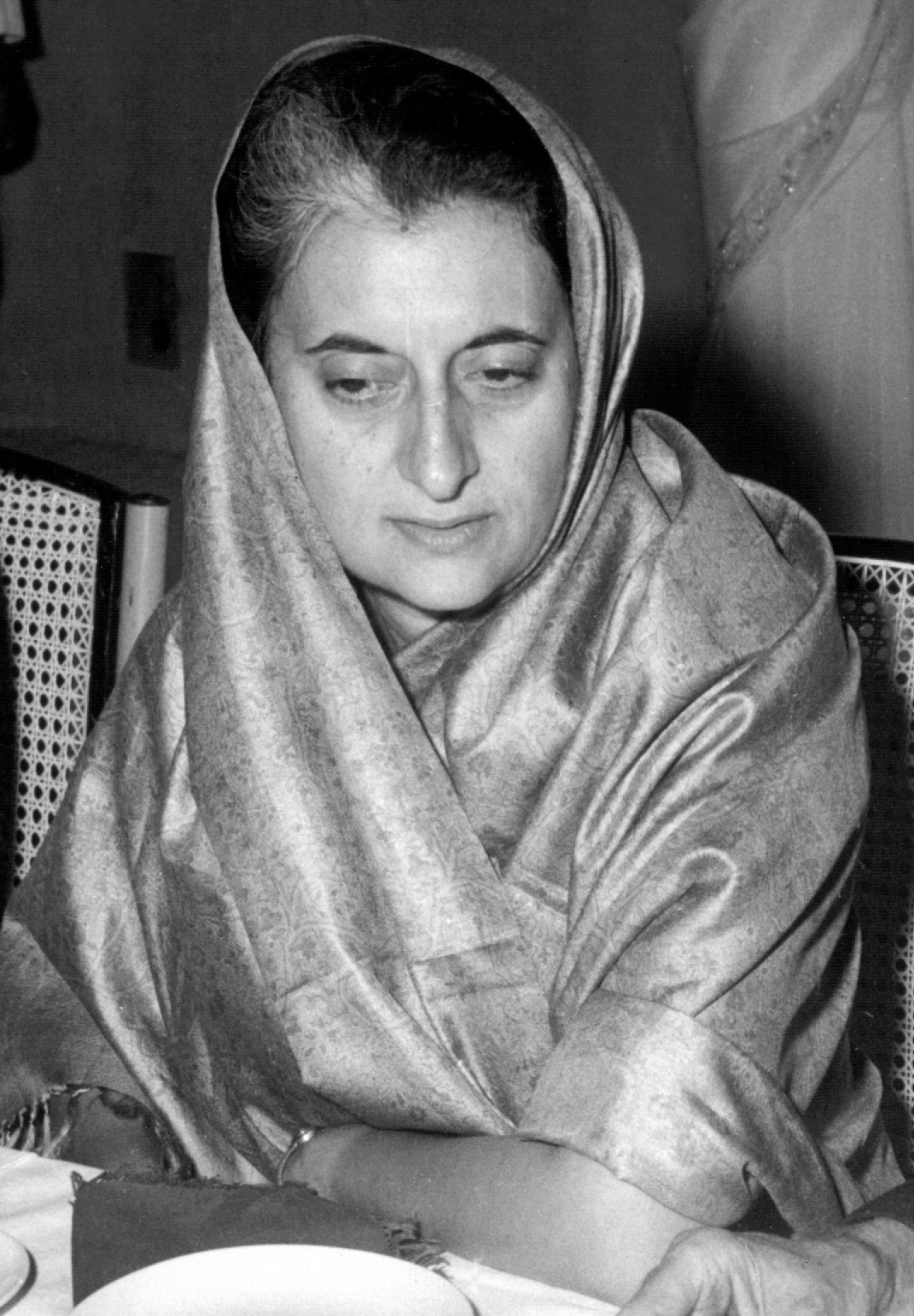
Indira Gandhi

Gandhi odziedziczyła po poprzedniku problemy gospodarcze związane z wojną z Pakistanem z 1965 roku i suszą. Gandhi przeprowadziła dewaluację waluty w zamian za przywrócenie pomocy zagranicznej. Kryzys udało się zakończyć w 1966 roku i na przełomie lat 1966–1969 odnotowano wzrost na poziomie kilku procent. Wzrost gospodarczy Indii zahamowały Stany Zjednoczone oraz Międzynarodowy Bank Rozwoju, które nie zrealizowały swoich obietnic względem Indii. W tym czasie stosunki indyjsko-amerykańskie uległy dalszemu pogorszeniu z powodu krytyki przez Gandhi amerykańskiego bombardowania Wietnamu, w efekcie czego prezydent USA wstrzymał przesyłki ziarna, by zmusić Indie do poparcia USA w konflikcie. W tej sytuacji prowadzona dotychczas liberalizacja gospodarcza została porzucona. W roku 1969 rozpoczęto czwartą pięciolatkę, a rząd ukierunkował wzrost na poziomie 5,7%. Program podkreślił większą kontrolę państwa nad gospodarką. Oprócz naprawy gospodarki podjęto się reform społecznych, zlikwidowano m.in. wywodzące się z czasów systemu kastowego przywileje dla przedstawiciele arystokracji.
Pod koniec lat 60. wybuchło trwające do dzisiaj (z różnym natężeniem) powstanie maoistowskie w Indiach obejmujące tereny tzw. czerwonego korytarza na wschodzie państwa (głównie Bengal Zachodni). W okresie kadencji Indiry Gandhi Sikkim został włączony w skład Indii. Gandhi nawiązała przyjacielskie więzi z Bangladeszem, który poparła w wojnie wyzwoleńczej przeciwko Pakistanowi.
Piąty plan pięcioletni uchwalono w 1974 roku. Premier obiecała zmniejszyć ubóstwo poprzez ukierunkowanie gospodarki na zwiększenie standardu życia biednych i wprowadzenia szerokich reform społecznych i gospodarczych. Rząd ustalił roczny wzrost o 4,4% w okresie planu. Działania rządu powstrzymały gospodarcze problemy z początku lat 70. Rząd w latach 1974–1979 był w stanie przekroczyć zakładane tempo wzrostu z roczną wzrostu o 5,0–5,2%. W latach 1975–1976 gospodarka rosła w tempie 9%, a plan stał się pierwszym planem, w czasie realizacji którego dochód na osobę wzrósł o ponad 5%. W 1976 roku Indie oficjalnie uznały się za kraj socjalistyczny.
Do 1977 Indyjski Kongres Narodowy zachowywał monopol polityczny w państwie, zaś aż do 1991 przewodziła w nim rodzina Nehru-Gandhi. W 1977 r. dominacja Kongresu została przełamana i wybory wygrała opozycyjna partia Janata. Rządy opozycyjnej prawicy doprowadziły do najsilniejszej recesji (-5,2%) w historii Indii i inflacji sięgającej 18,2%.

### Drugi rząd Indiry Gandhi i rządy Rajiva Gandhiego
W latach 80. władzę ponownie przejęła Gandhi, która tym razem zliberalizowała gospodarkę. Premier postawiła na zaostrzenie wydatków publicznych, większą efektywność przedsiębiorstw państwowych oraz stymulowanie sektora prywatnego poprzez deregulację. Szósty plan okazał się najbardziej udanym z pięciu planów, wykazując w latach 1980–1985 średni wzrost 5,7%. W 1984 roku Indira Gandhi została zastrzelona przez sikhijskich ochroniarzy w odwecie za skierowaną przeciwko separatystom operację Niebieska Gwiazda w Amritsarze. Zamach doprowadził do starć między hindusami a mniejszością sikhijską.
Po śmierci Indiry władzę objął jej syn, Rajiv Gandhi. Rajiv zmodernizował gospodarkę, zwiększył wsparcie finansowe rządu dla nauki i techniki, zmniejszył import, podatki i cła na przemysł oparty na technologii, a zwłaszcza komputery, linie lotnicze, obronę i telekomunikację. W 1986 roku ogłosił krajową politykę modernizacji edukacji i rozszerzył studia wyższe w całych Indiach. W 1986 roku wprowadził bezpłatną edukację do 12 klasy.
Rajiv poprawił stosunki z USA i rozszerzył współpracę gospodarczą i naukową z tym państwem kosztem stosunków z ZSRR. 29 lipca 1987 roku Gandhi i prezydent Sri Lanki Junius Richard Jayewardene podpisali układ o przyjaźni indyjsko-cejlońskiej. Następnego dnia, 30 lipca, doszło do nieudanej próby zamachu na Gandhiego. Do udanego zamachu na premiera doszło pięć lat później w Sriperumbudur. Zamach bombowy został przeprowadzony przez terrorystów z tamilskiej organizacji separatystycznej Tamilskie Tygrysy.